# Салман Радуев
Салман Бетирович Радуев (известен с прякорите си „Титаник“ и „Майкъл Джексън“) е чеченски военно-полеви командир и активен участник в чеченския сепаратизъм по време на Първата чеченска война.
Организатор на редица гръмки диверсии и терористични актове, проведени от негови бойни групи на територията на Руската федерация.
Зет на първия президент на самопровъзгласилата се Чеченска република Ичкерия Джохар Дудаев. Осъден за тероризъм, въдворен в колония ВК 240/2 „Белият лебед“, Соликамск. Умира мистериозно в терапевтично отделение на градската болница в Соликамск, Русия.

## Биография
Роден е на 13 февруари 1967 година в град Гудермес, Чечено-Ингушка АССР. Учи в местното средно училище № 3, което, по собствени твърдения, завършва с отличие. След завършване на училище през март 1985 година започва работа в строителна бригада в родния му град. По време на отбиване на редовната му военна служба в Армията на СССР, става член на КПСС (юли 1987)).
След демобилизацията Радуев постъпва в техническо училище № 24, където учи за майстор-заварчик. По същото време става член на Чеченско-Ингушкия областен комитет на комсомола (ВЛКСМ). По време на комсомолската му работа се представя положително и възходящо, нещо което е започнал още в армията като заместник-секретар на комсомолската организация на частта, в която служи, и се издига до позицията на инструктор в отдел на републиканския комитет на комсомола (ноември 1988).
В началото на 1990-те години, в края на епохата на Михаил Горбачов и провежданата от него политика на „перестройка“, Радуев решава да започна собствен бизнес, създавайки частна фирма „Център на доброволни трудови обединения“, специализирана за търговия с изделия от леката промишленост. На 10 януари 1996 година в интервю за вестник „Московски комсомолец“ Радуев говори, че има „висше икономическо образование, аспирантура и почти готова дисертация“. По-късно казва, че е учил задочно в Института за народно стопанство в Ростов на Дон, специалност „Планиране на промишлеността“. По негови твърдения относно аспирантура и дисертация той най-вероятно е имал предвид обучение във Висшето училище по мениджмънт към Българската академия на науките (БАН) във Варна.

## Участие в чеченския конфликт
По време на събитията около така наречената „чеченска революция“, поддържа действията на опозиционните на републиканската власт – Общонационален конгрес на чеченския народ (ОКЧН), проявява се като отявленподдръжник на лидера на организацията генерал Джохар Дудаев. През юни 1992 година с указ на Дудаева е назначен за префект на Гудермес. Едновременно създава и оглавява елитното въоръжено формирование „Президентски берети“, съставени за военна опора на президента на Чеченска Република Ичкерия (ЧРИ). През ноември 1992 година, след началото на Първата чеченска война, от това подразделение е формирано специално подразделение от 6-и батальон в състава на Югозападния фронт на Въоръжените сили на ЧРИ, което получава названието „Борз“ (в превод – Вълк). Разформировано е през юни 1997 година. Дотогава бойците на Радуев извършват набези и въоръжени нападения над влакови композиции в района на Гудермес, занимават се с рекет и грабежи в района на града.
По време на Първата чеченска война Радуев командва Североизточният фронт на Въоръжените сили на Ичкерия. В края на март 1995 г., след като руските федерални войски завземат Гудермес, Радуев се укрива във високопланинска местност във Веденски район, като по някои данни, от време на време се присъединява към отряда на Шамил Басаев.
През декември того 1995 г., по време на изборите за местно самоуправление, организирани от официалните власти на Ичкерия, Радуев достига балотаж за поста Глава на администрацията на Гудермес. На 14 декември 1995 година, обявявайки своята „победа“, неговите бойци съвместно с отрядите от т.нар. ръководител на Департамента по Държавната безопасност на Ичкерия Султан Гелисханов, провеждат атака над Гудермес, който успяват да удържат до 23 декември.

### Атака на Кизляр
Основна статия: Терористичен акт в Кизляр
На 9 януари 1996 г. военни отряди, под прякото ръководство на Радуев, Хункар-Паша Исрапилов и Турпал-Али Атгериев, извършват нахлуване на територията на Дагестан, в хода на която атакуват местното летище и военно поделение в което са разположени части на войски на МВР на Руската федерация. Основния удар бил нанесен по вертолетната база на руските ВВС, разположени до град Кизляр (били унищожени два вертолета Ми-8 и един камион-цистерна). Под натиска на подразделенията на федералите войски, отрадите отстъпват от града, окупирайки градската болница, вземайки множество заложници, които използват за щит. В отправените искания, Радуев и неговите съратници обявяват че цивилните граждани и персонала на болницата ще бъдат гаранция за безопасността им и за безпрепяствено им завръщане в Чечня.
На 10 януари отрядите от чеченски бойци, заедно с повече от 100 заложници, напускат града. Близо до пограничната река Аксай, колоната е спряна от предупредителен огън на федералните сили от въздуха. Преценявайки тези действия като опит за унищожаване, чеченските бойци се укрепват в село Первомайское. През нощта на 19 януари отрядите успяват да пробият обкръжението и да се завърнат в Чечня, губейки 70 души.

### Покушения срещу Радуев
След рейда срещу Кизляр и Первомайское, ръководството на Ичкерия присвоява на Салман Радуев званието бригаден генерал, а за Русия той се превръща в терорист номер две.
През януари 1996 година той е обявен първоначално за общодържавно, а по-късно и за международно издирване по линията на Интерпол. По това време той неколкократно става цел на опити за покушение.
- В началото на 1996 година против полевия командир е проведена първата неуспешна операция по неговата ликвидация. Проведена е от ръководители на отделни бойни формирования, недоволни от произвола който си позволява, взривяват дома на Радуев в Гудермес. Радуев и други лидери на неговите части по това време не са в зданието, но самият той свързва това покушение с работа на Федералната служба за безопасност на Русия. По време на покушението загива неговото семейство[9].
- На 3 март 1996 година в руските медии се появяват съобщения за гибелта на Радуев, на пътя между селата Старие Атаги и Урус-Мартан, където е уцелен в главата от снайперт, при престрелка с чеченци, чийто близки са загинали в Первомайское.
- През юни 1996 година, след тримесечно затишие, Радуев се появява на пресконференция в Грозни, където обявява, че покушението срещу него е организирано от руските спецслужби, в резултат на което той е получил тежка рана в лицето. След като е ранен, той е пренесен през територията на Азербайджан в Турция, а по-късно в Германия, където на мастото на раздробения череп е поставена титанова пластина, и са извършени две операции – за отстраняване на едното му око и за възстановяване на части от носа[10] През януари 1999 г. му е направена повторна пластична операция: практически липсата на нос е възстановен от пластмасова протеза[11]. След първата операция Радуев получава неофициалното прозвище „Титаник“. На същата пресконференция, Радуев се кълне в Корана, че президента на ЧРИ Джохар Дудаев е останал жив след покушението срещу него[12].

### Между войните
В периода от април 1996 до юни 1997 година Радуев е командващ на въоръжените формирования на армията на генерал Дудаев (бойно подразделение на оглавеното от Радуев движение „Пътят на Джохар“). На 2 август 1997 г., на основата на това движение, създава военно-патриотичната организация „Солдаты свободы“ (в превод – „Войници на свободата“, на която почетен председател е Деги Дудаев). През есента на същата година Радуев изявява желание да вземе участие в предстоящите в Чечня избори в качеството на кандидат за вицепрезидент, но скоро започва да се изказва срещу провеждането на избори с аргумента, че президента Джохар Дудаев е жив.
През октомври 1996 година групировката на Радуев участва в похищение с цел откуп, на професора от Чеченския държавен университет в Грозни – Абдурахман Хасбулатов, който е брат на бившия председател на Върховения Съвет на Руската Федерация – Руслан Хасбулатов. По време на подготовката и провеждането на изборите за президент на Русии през 1996 година, Радуев прави обръщения към някои полеви командири, с призив да се активизира подривната терористична дейност на територията на страната, сам изказва намерение в случай на необходимост да осъществи терористични актове в руски градове. След гибелта на Дудаев той се счита за лидер на национал-радикалното крило на вътрешната опозиция. Заявява, че готви атаки, в отмъщение и за годишнината от гибелта на първия президент на ЧРИ. След като за президент е избран Аслан Масхадов, Радуев не признава неговата легитимност и започва да води срещу него открита конфронтация.
През юни 1997 година хора от формированията на Радуев правят неуспешен опит за превземане на телевизионния център на град Грозни, за което скоро след това го лишават за всички медали и звания. В добавление към това „Върховния шариатски съд на Ичкерия“ осъжда метежника на четири години лишаване от свобода, но бившия бригаден генерал отказва да се подчини.
На 22 май 1997 година Радуев се кълне в лоялност и поднася извинения на шариатския съд, на който е извикан да се извини след отказа му да признае Хасавюртовското съглашение. Радуев заявява, че желанието на Масхадов е да разпусне неговата гвардия, поради слухове че готви преврат в Чечня. По същото време Радуев игнорира искането на Зелимхан Яндарбиев да прекрати терористичната си дейност, и в продължение на две години (1996 – 1997), поема отговорността за всеики теростичен акт на територията на Руската Федерация, отправяйки искания за извеждането на въоръжените формирования на Русия от Чечня. В своите диверсионни дейности обещава да използва химическо оръжие, обявява война на Воронеж, заявява за свята причастност към взривяването на военните складове в село Бира, Еврейска автономна област на РФ, поема отговорността за проведените акции над железопътните гари на Пятигорск и Армавир, през април 1997 година. Потвърдено е неговото участи в неуспешния опит за покушение над президента на Грузия – Едуард Шеварднадзе, през февруари 1998 година.
Заедно с Хаттаб създава Урус-Мартановски център за подготовка на диверсанти, като неговите ученици са отговорни за взривовете на жилищните кооперации в Москва, през 1999 година, както и тези в градовете Волгодонск и Буйнакск, през есента на същата година..
Действията на Радуев водят до това, че чеченското ръководство започва да се съмненява, дали Салман е вменяем. Той поема отговорността за повече терористични актове от който и да е дотогава, с причина и без причина прави изказвания, нападайки най-влиятелните лидери на ЧРИ, независимо от тяхната политическа позиция. Претенциите му за лидерство завършват със серия покушения срещу него през април, юли и октомври 1997 година, в резултат на които той получава редица наранявания по ръцете, таза и главата. Мотивите и поръчителите на покушенията над Радуев остават неизвестни. По мнение на експерти от средствата за масова информация, за отстраняването на неуправляемия генерал „чеченските спецслужби може би са заинтересовани от премахването на Радуев, не по-малко от руските служби“, най-вече поради опасенията, че неговите шумни изявления могат да повлияят на разпределението на силите от вътрешното ръководство на сепаратистите. Прокуратурата на Чечня свързва покушенията „с конфликти сред главарите на бойните групировки, които контролират нелегалното производство на бензин“. След тези събития за Радуев дълго време не се чува нищо. По време на нахлуването на бойни чечнски групи в Дагестан през 1999 година, Радуев не се проявява в бойните действия. Става участник в тези събития, едва когато руските войски пресичат границата с Чечня.
След началото на Втората чеченска война през ноември 1999 година Радуев и остатъкът от неговите бойни части участват в бойни действия против обединените групировки на федералните войски. Планира серия диверсии в различни райони на Русия, преди всичко в такива, които имат отношение към ядерни обекти. За целта създава мобилни групи с численост до 15 бойци. Въпреки планирането и готовността за изпълнението на задачите, частите на Радуев търпят тежки загуби, поради което групата на Радуев фактически се разпада, а самия той се укрива известно време. Представители на командването на федералните сили в Чечня многократно през февруари 2000 година упорито объявяват неговата гибел, но всички подобни съобщения са отхвърляни от разузнаването.